# Cold Cuts
"Cold Cuts" je 62. epizoda HBO-ove televizijske serije Obitelj Soprano i deseta u petoj sezoni serije. Napisali su je Robin Green i Mitchell Burgess, režirao Mike Figgis, a originalno je emitirana 9. svibnja 2004.

## Radnja
Tony doznaje da je Johnny Sack zaplijenio cijelu pošiljku prokrijumčarenih Vespi koje je trebala preuzeti ekipa Carla Gervasija i podijeliti između dviju obitelji. Nakon što se suočio sa Sackom, ovaj demantira da je to učinio unatoč dokazima protiv sebe, te natukne Tonyjevo negiranje da je njegov rođak Tony Blundetto umiješan u ubojstvo Joeyja Peepsa.
Janice se pojavi na televizijskim vijestima nakon što je napala jednog roditelja na nogometnoj utakmici za juniorke, navevši bijesnog Tonyja da od Bobbyja zatraži da "preuzme kontrolu" nad svojom ženom. Bobby joj postavlja ultimatum, ili će otići specijalistu za suzbijanje bijesa ili njihov brak neće funkcionirati.
"Temperament Sopranovih" postaje središnja tema Tonyjeva sljedećeg sastanka s dr. Melfi. Ona primjećuje kako depresija može biti manifestacija bijesa okrenutog prema sebi.
Tony pošalje Christophera i Tonyja B. na farmu ujaka Pata u sjeverni New York. Farma dobiva novog vlasnika pa moraju pronaći i premjestiti tri tijela koja su ondje zakopana godinama. Radeći zajedno, Christopher i Tony B. se zbližavaju, ali nakon što im se pridruži Tony, on i Tony B. se vraćaju svojoj staroj navici zadirkivanja mlađeg rođaka. Christopher se uvrijedi, pogotovo zbog šala na račun njegova neuspješnog odvikavanja.
Natrag u New Jerseyju, Tony posjećuje Bada Bing i zapodjene raspravu o terorističkoj prijetnji povezanoj s neistraženim kontejnerima u luci, pogotovo prijetnjama povezanima s krijumčarenjem nuklearnog i biološkog oružja (što je Tony saznao gledajući dokumentarac o toj temi). Nakon što Georgie Santorelli dobaci, "zato moraš živjeti za danas", Tony iznenada eksplodira i pretuče ga. Tony se kasnije pokaje i dâ Paulieju snop novčanica rekavši mu da se pobrine da Georgie dobije najbolju moguću njegu. Paulie zatim kaže Tonyju kako ga Georgie više ne želi vidjeti te da napušta posao u Bada Bingu.
Tony se pridružuje Janice i Bobbyju na večeri, ali mu zasmeta kad vidi kako se Janice mirno odnosi prema nizu manjih iritacija, kao da je naizgled prevladala "temperament Sopranovih". Počne je testirati sarkastičnim komentarima o njezinu otuđenom sinu, Harpu. Nakon što Tony dobaci, "Kako se na francusko-kanadskom kaže 'Odrastao sam bez majke?'", Janice eksplodira i počne ganjati Tonyja oko stola s vilicom u ruci. Zadovoljan, Tony odlazi.

## Glavni glumci
- James Gandolfini kao Tony Soprano
- Lorraine Bracco kao dr. Jennifer Melfi
- Edie Falco kao Carmela Soprano
- Michael Imperioli kao Christopher Moltisanti
- Dominic Chianese kao Corrado Soprano, Jr. *
- Steven Van Zandt kao Silvio Dante
- Tony Sirico kao Paulie Gualtieri
- Robert Iler kao A.J. Soprano *
- Jamie-Lynn Sigler kao Meadow Soprano *
- Aida Turturro kao Janice Soprano
- Drea de Matteo kao Adriana La Cerva
- Steve Schirripa kao Bobby Baccalieri
- Vincent Curatola kao Johnny Sack
- Steve Buscemi kao Tony Blundetto

* samo potpis

### Gostujući glumci
| - Frank Albanese kao Pat Blundetto - Sharon Angela kao Rosalie Aprile - Remy Auberjonois kao dr. Phillip Seepman - Richard Byrne kao sudac - Gino Cafarelli kao Vinny Pitts - Chris Caldovino kao Billy Leotardo - Max Casella kao Benny Fazio - Ron Castellano kao Terry Doria - Miryam Coppersmith kao Sophia Baccalieri - Christian Corp kao Janet Petit - Judy Del Giudice kao rođakinja Louise - Angelo Di Mascio Jr. kao zaštitar - Dawn Evans kao Cheryl Kolpeki - James Flaherty kao Tom McMillan - Joseph R. Gannascoli kao Vito Spatafore | - Dan Grimaldi kao Patsy Parisi - Adam Grupper kao Bela Kakuk - Chris Juell kao otac nogometašice - Angelo Massagli kao Bobby Baccalieri Jr. - Arthur Nascarella kao Carlo Gervasi - Carl Palmer kao tip iz UPS-a - Gabby Pineo kao Lissie Kolpeki - Jennifer Rainville kao Gillian Glessner - Frank Santorelli kao Georgie Santorelli - Andrew Siff kao TV reporter - Finnerty Steeves kao majka nogometašice - David Strathairn kao Robert Wegler - Frank Vincent kao Phil Leotardo - Chandra Wilson kao Evelyn Greenwood - Jim Wisniewski kao Bradley Stafford |

## Prva pojavljivanja
- Pat Blundetto: Tonyjev i Tony B.-ev ujak koji se rano umirovio u obitelji DiMeo. Skrasio se na farmi u sjevernom New Yorku gdje ga redovito posjećuju njegovi nećaci Christopher, Tony i Tony B.

## Naslovna referenca
- Tony kaže dr. Melfi da je "osveta kao serviranje hladnih odrezaka" ("cold cuts") (nehotice izvrnuvši izreku "Osveta je jelo koje se servira hladno"). U epizodi Johnny Sack se nastavlja miješati u posao Sopranovih kako bi se osvetio zbog ubojstva Joeyja Peepsa.
- Može se odnositi i na hladne i bolne primjerdbe koje Tony S. i Tony B. dobacuju Christopheru, kao i na Tonyjevo izazivanje Janice.
- Može se odnositi i na dugo odložena tijela koja su Tony B. i Christopher prisiljeni ukloniti sa zemljišta, kao igra riječima od fraze "cold case" ("zaboravljeni slučaj"), koja de odnosi na neriješeni i zastarjeli zločin.
- Meso, pogotovo hladni odresci, poznati je simbol u seriji koji se odnosi na Tonyjevu prošlost i njegove probleme s bijesom.

## Reference na druge medije
- Misleći na uvjerenje Johnnyja Sacka da je Tony Blundetto ubio Joeyja Peepsa, Silvio komentira kako je Sack trebao "tražiti prave ubojice, umjesto provođenja cijelog svog vremena na golf igralištu". To je referenca na O.J. Simpsona, koji je u godinama nakon svoga oslobađanja od optužbi za ubojstvo tvrdio kako traži "prave ubojice" iako je često kritiziran kako sve slobodno vrijeme provodi igrajući golf.
- Dr. Melfi tijekom seanse s Tonyjem citira "The Second Coming" W.B. Yeatsa. Ova će se pjesma kasnije koristiti u šestoj sezoni (uključujući epizodu nazvanu "The Second Coming"), uglavnom u vezi s A.J.-evom depresijom.

## Glazba
- Tijekom odjavne špice svira koncertna verzija "I'm Not Like Everybody Else" The Kinksa, koja je uključena na njihov album iz 1994. To the Bone.

## Vanjske poveznice
- Cold Cuts u internetskoj bazi filmova IMDb-a